# Faller Car-System

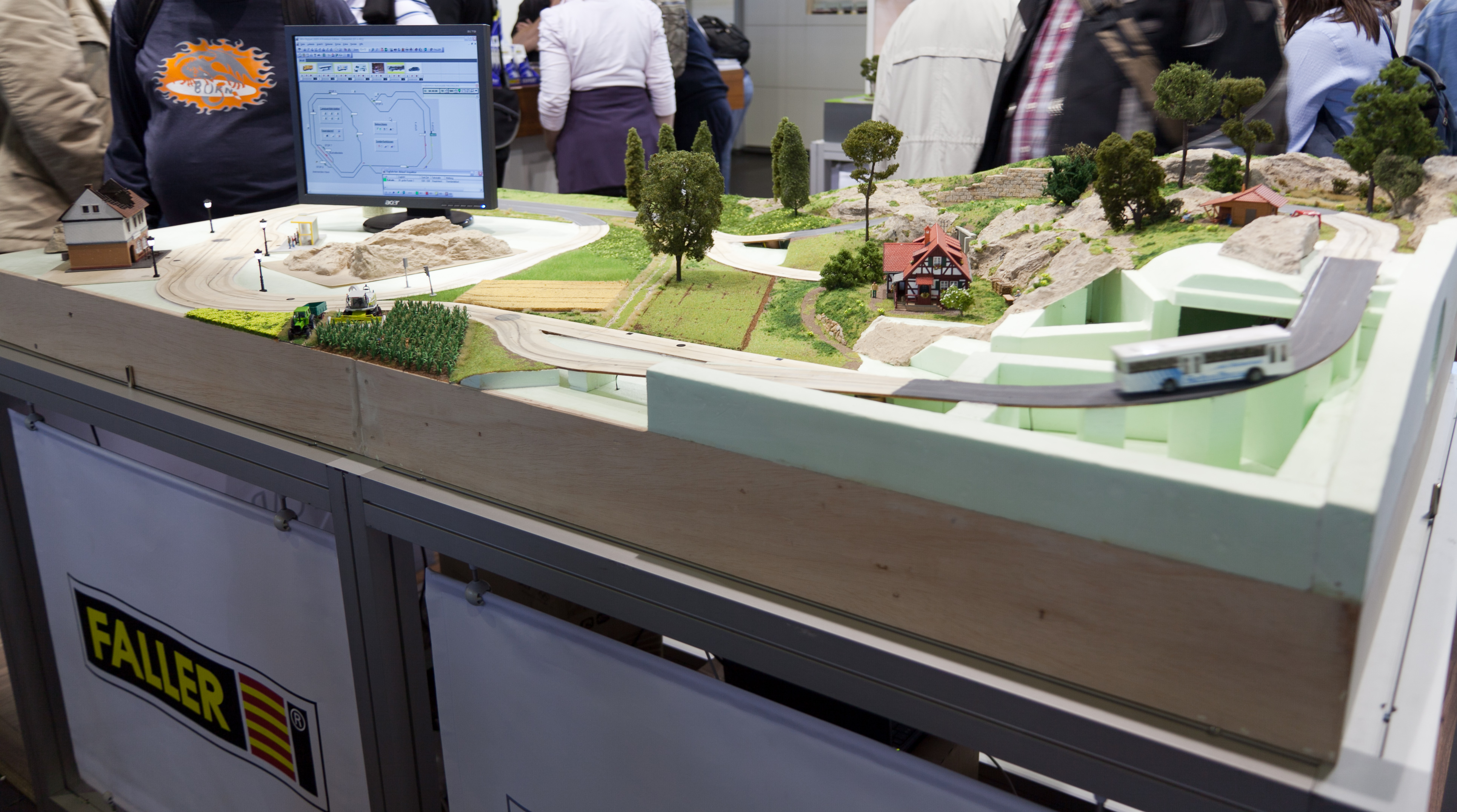
Das Faller Car-System auf der Intermodellbau 2011

Das Car-System ist ein vom Unternehmen Faller entwickeltes Fahrsystem für Modellautos. Es wurde 1989 zur Spielwarenmesse in Nürnberg vorgestellt.
Bei diesem System ist in der Mitte der Fahrbahn ein Draht unsichtbar eingelassen. Er dient der Führung von kleinen Magneten, die an den lenkbaren Vorderachsen der speziell ausgerüsteten Modellautos angeklebt sind. Für zusätzliche Funktionen sorgen Stoppstellen, Abzweigungen und funktionierende Ampeln, die die Nachbildung des realen Straßenverkehrs ermöglichen. Bahnübergänge, Busbahnhöfe, Tankstellen, auch Autobahnen mit Überholspuren sowie funktionierende Kreisverkehre sind realisierbar. Eine reine Straßenverkehrsanlage mit diesem System steht im Verkehrsmuseum Karlsruhe.
In den Fahrzeugen befindet sich ein 2,4-V-Motor, der über Schneckengetriebe zwei Gummiräder antreibt, sowie ein Akkumulator. Diese Elemente in den kleinen Fahrzeugen unterzubringen ist eine der größten Herausforderungen beim Bau von Car-System-Fahrzeugen, und zunächst wurden nur große LKW- und Busmodelle angeboten. Mittlerweile ist die Miniaturisierung weiter fortgeschritten, und das Car-System ist auch für die Baugrößen TT (Maßstab 1:120) und N (Maßstab 1:160) erhältlich. Als Grundmodelle werden Fahrzeuge von bekannten Großserienherstellern verwendet, mit angepassten Fahrgestellen. Auch PKW in H0 sind vermehrt im Angebot. Bei der Firma Faller sind Einzelteile zum Eigenbau von Fahrzeugen erhältlich, aus denen unter Verwendung von Serienmodellen je nach handwerklicher Fertigkeit einfache LKW bis zum Schwertransporter gebaut werden können.
Zum Selbstbau von Straßen (aus 5 mm starkem Sperrholz) kann mit einer Rillenfräse ein Schlitz zum Einlegen des Federstahl-Fahrdrahtes in 0,5 mm Breite und Tiefe eingefräst werden. Nach dem Einbau der Funktionsteile und der entsprechenden Nachbehandlung entsteht so eine Nachbildung des Straßenverkehrs. Die in der Sperrholzmethode gebauten Straßen können auch nachträglich in bestehende Anlagen eingefügt werden.

## Steuerung
Die aktuell von Faller ausgelieferten Fahrzeugmodelle besitzen einen Magnetfeldsensor oder Magnetschalter (Reedschalter), der durch einen Magneten geöffnet wird und so den Stromkreis des Antriebs des Fahrzeugs unterbricht, wodurch es anhält. An Stellen, an denen Fahrzeuge bedarfsweise stehen bleiben sollen, wird eine Spule in die Fahrbahn eingelassen. Sie erzeugt beim Einschalten ein Magnetfeld, worauf der Reedschalter des Fahrzeugs anspricht und es stoppt. Damit Fahrzeuge bedarfsweise abbiegen können, wird an einer Abzweigstelle eine Spule installiert, die beim Betätigen einen Stift nach oben drückt, der den Lenkschleifer des Fahrzeugs in Richtung des Führungsdrahtes der abzweigenden Fahrbahn ablenkt (abstoßende Polung). Das Abbiegen ist an einer Abzweigung immer nur in eine Richtung möglich (rechts oder links). Bei nicht geschalteter Abzweigung fährt das Fahrzeug geradeaus weiter. Da bei einer Abzweigung das Fahrzeug für einen kurzen Moment führerlos ist, bis es den neuen Draht findet, sind Abzweigungen in Kurven problematisch.
Fahrzeuge können auch dauerhaft angehalten werden, ohne Strom zu benötigen. Dazu schaltet ein Dauermagnet den Reedkontakt des Fahrzeugs, so dass es stehen bleibt. Durch eine kurzfristig aktivierte Spule kann die Magnetwirkung des Dauermagneten aufgehoben werden, und das Fahrzeug fährt weiter. Dieses Funktionselement bietet sich für Parkplätze oder auf dem Verladebahnhof der Rollenden Landstraße an.
Auch eine Bushaltestelle ist möglich. Dazu wird an allen Bussen ein Zusatzmagnet angebracht. So erkennt die Haltestelle einen ankommenden Bus und lenkt ihn selbstständig in die Busbucht. Ein Timer lässt den Bus nach einer voreingestellten Zeit weiterfahren. Um Kollisionen zu vermeiden, startet jedes vorbeifahrende Auto den Timer neu; auch weitere Busse fahren an einer besetzten Busbucht vorbei.

## Car System Digital 3.0
Eine Weiterentwicklung aus 2013 trägt den Namen Car System Digital 3.0. Es handelt sich dabei um eine Gemeinschaftsentwicklung der Firmen Faller, GamesOnTrack und Uhlenbrock Elektronik. Zum Einsatz kommen dabei sogenannte „Satelliten“, welche die Fahrzeuge auf der Anlage an jeder beliebigen Position in Echtzeit mittels Ultraschall orten können. Damit entfallen andere Formen der Rückmeldung, wie z. B. Reedkontakte. Funktionen, wie das Schalten der Abblendleuchten, das langsame Anfahren oder das Abspielen von Sounds, können mittels einer permanenten Funkverbindung an jedem beliebigen Ort ausgeführt werden, wodurch keine Stoppstellen mehr benötigt werden. Gleichzeitig können die Fahrzeuge aber auch Rückmeldungen über ihren derzeitigen Status, wie z. B. den Akku-Ladezustand geben. Bei Bedarf kann ein Fahrzeug somit direkt an eine prozessorgesteuerte Ladestation weitergeleitet werden.

## Ähnliche Systeme
- Neben dem System von Faller gibt es auch ein System mit magnetischen Fahrbahnen (Mader Magnet-Truck).
- Zur Steuerung von Funktionen, wie Licht, Blinker und Geschwindigkeit, gibt es Funktionsbausteine anderer Anbieter (zum Beispiel InfraCar oder DC-Car). Diese Systeme sind kompatibel zum Faller Car-System sowie Mader Magnet-Truck und ermöglichen eine Steuerung dieser Funktionen via Infrarot.
- Das Miniatur-Wunderland in Hamburg hat das Faller-Car-System um Eigenentwicklungen erweitert.
- Eine weitere Möglichkeit ist der Einbau einer Funkfernsteuerung in die Modellfahrzeuge. Damit wird der Motor und die Lenkung komplett ferngesteuert. Das war wegen des höheren Platzbedarfs anfangs nur bei großen Modellen möglich (Spezialisten haben aber auch schon H0 PKW-Modelle – auch Smart-Modelle – umgebaut). Anfänger benutzen hierbei gerne Antrieb und Lenkung aus dem Faller Car System und ersetzen „nur“ den „Lenkmagneten“ durch einen Servomotor. In Deutschland hat sich hierfür in diesem Bereich auch die Bezeichnung Table Top Truck Trial (kurz „TTTT“) eingebürgert.